# Slavojka
Slavojka je žensko osebno ime.

## Izvor imena
Ime Slavojka je različica ženskega osebnega imena Slavka.

## Pogostost imena
Po podatkih Statističnega urada Republike Slovenije je bilo na dan 31. decembra 2007 v Sloveniji število ženskih oseb z imenom Slavojka: 100.

## Osebni praznik
Osebe z imenom Slavojka lahko godujejo takrat kot osebe z imenom Slavka.